# 갈락탄
갈락탄(영어: galactan)은 중합된 갈락토스로 구성된 다당류이다. 갈락토산(영어: galactosan)이라고도 한다. 일반적으로 천연의 갈락탄은 α(1→3) 또는 α(1→6) 글리코사이드 결합으로 연결된 갈락토스 단위체의 코어를 포함하며, 다른 단당류를 곁사슬로 포함하는 구조를 가지고 있다.
아노게이수스 라티폴리아(Anogeissus latifolia)에서 추출한 갈락탄은 주로 α(1→6) 글리코사이드 결합으로 구성되어 있지만, 아카시아 나무에서 추출한 갈락탄은 주로 α(1→3) 글리코사이드 결합으로 구성되어 있다.

## 같이 보기
- 우무 (한천)
- 갈락토올리고당